# Gare de Dombasle-sur-Meurthe
Gare de Dombasle-sur-Meurthe – przystanek kolejowy w Dombasle-sur-Meurthe, w departamencie Meurthe i Mozela, w regionie Grand Est, we Francji.
Jest przystankiem Société nationale des chemins de fer français (SNCF), obsługiwaną przez pociągi TER Lorraine.

## Położenie
Znajduje się na wysokości 210 m n.p.m., na 368,080 km linii Paryż – Strasburg, pomiędzy dworcami Varangéville-Saint-Nicolas i Rosières-aux-Salines.

## Usługi
Przewozy kolejowe są prowadzone przez pociągi TER Lorraine, kursujące między Nancy a Lunéville, Saint-Dié-des-Vosges lub Strasburgiem.